# مهندسی فضای سبز
مهندسی فضای سبز (به انگلیسی: Landscape engineering) کاربرد ریاضیات و علوم برای شکل‌دادن به زمین و مناظر آبی است. همچنین می‌توان آن را به عنوان مهندسی پایدار توصیف کرد، اما متخصصان طراحی که بیشتر برای مهندسی فضای سبز شناخته شده‌اند معماری منظر هستند. مهندسی فضای سبز کاربرد میان رشته‌ای مهندسی و سایر علوم کاربردی برای طراحی و ایجاد مناظر انسانی است.
این رشته مهندسی شامل رشته‌های علمی: برزشناسی، گیاه‌شناسی، بوم‌شناسی، جنگلداری، زمین‌شناسی، زمین‌شیمی، آب‌زمین‌شناسی و زیست‌شناسی حیات وحش است. همچنین از علوم کاربردی چون علوم کشاورزی و باغبانی، ژئومورفولوژی مهندسی، معماری، و معدن، ژئوتکنیک، مهندسی عمران، کشاورزی و آبیاری استفاده می‌کند.